# Phyciodes orseis
Phyciodes orseis is een vlinder uit de familie Nymphalidae. De wetenschappelijke naam van de soort is voor het eerst geldig gepubliceerd in 1871 door William Henry Edwards.